# Ruwiki
Ruwiki är ett internetbaserat ryskspråkigt uppslagsverk. Det startades 2023, till en början helt och hållet baserat på material från ryskspråkiga Wikipedia, och lanserades i en slutlig version i början av 2024. Uppslagsverket är märkbart censurerat och ses ibland som en Rysslandsstödd ersättare till den oberoende Wikipedia.
Projektet leds av Vladimir Medejko, mångårig medarbetare på ryskspråkiga Wikipedia. Han avslutade tidigare under 2023 sin medverkan på det uppslagsverket och offentliggjorde ett kommande Ruwiki som mer skulle följa ryska lagar och den ryska statspolitiken.

## Historik

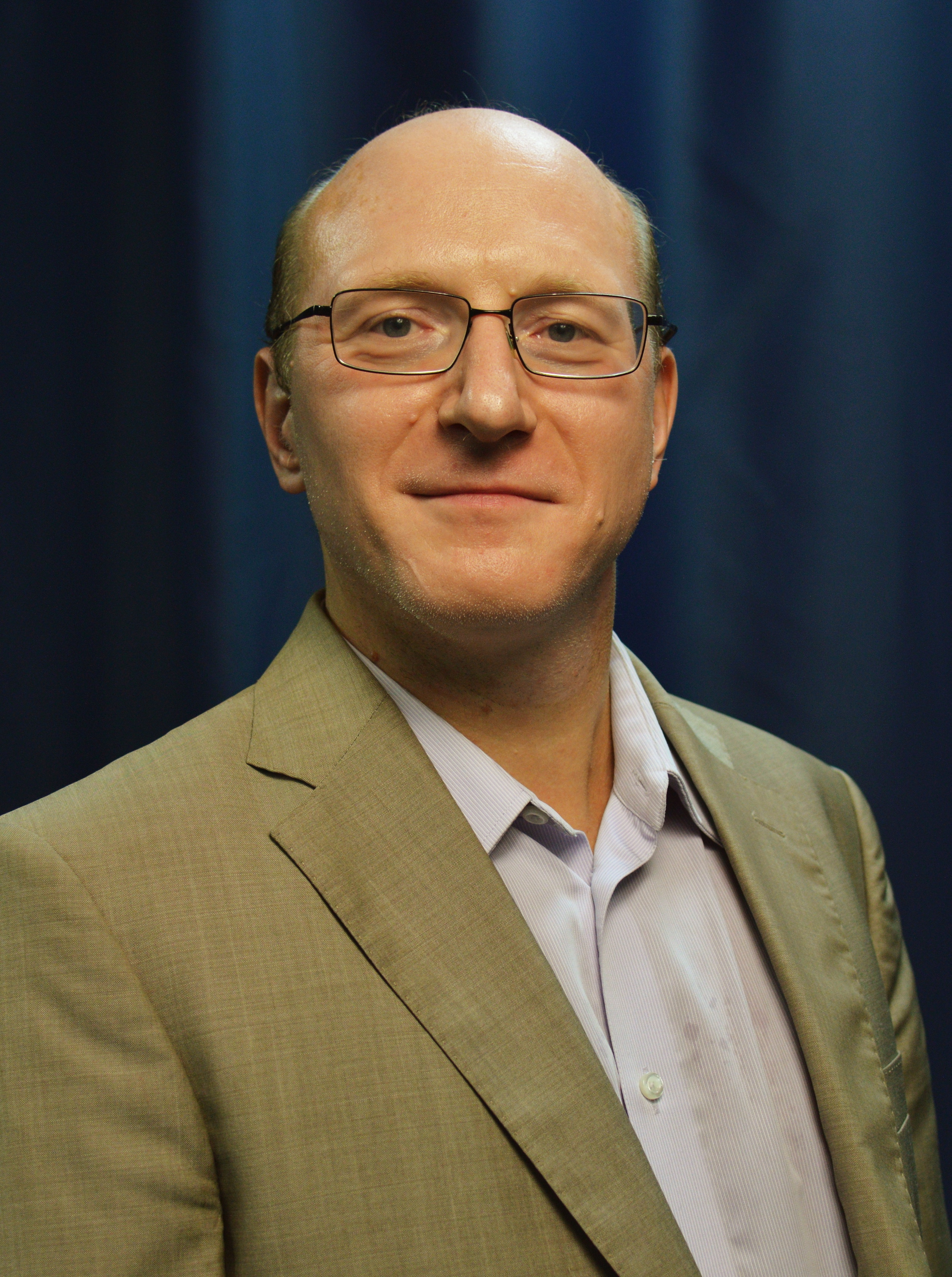
Vladimir Medejko, 2021.

### Bakgrund
24 maj 2023 offentliggjorde den mångårige ryske wikipedianen och verksamhetschefen för stödorganisationen Wikimedia RU den kommande lanseringen av Ruwiki. Den skulle bli en avknoppning – fork – av ryskspråkiga Wikipedia, baserad på material publicerat där under fri licens. Den ryske politikern Anton Gorelkin meddelade samtidigt att det nya nätuppslagsverket skulle hanteras på servrar i Ryssland och skötas av en rysk organisation. Medejko hade då varit aktiv på ryskspråkiga Wikipedia sedan 2003, och han meddelade att den nya Ruwiki skulle vara mer lojal med den ryska statsledningen och dess politik.
Namnet på det nya nätprojektet väckte också viss förvirring. Orden рувики och dess engelskstavade version ruwiki har bland wikipedianer länge använts som en kortform för ryskspråkiga Wikipedia.
24 juli samma år lanserades Ruwiki i en begränsad betaversion. Innehållet bestod då av de 1,9 miljoner artiklarna från ryskspråkiga Wikipedia, kompletterat med en del material från Wikimedia Commons och data från Wikidata. Däremot hade material kopplat till ryska censurlagar plockats bort, liksom texter om rysk-ukrainska kriget, Wagner-gruppens revolt 2023 och kritik mot president Vladimir Putin. Bland de många andra censurerade artiklarna finns den om George Orwells 1984, boken som myntade ordet nyspråk efter stalinismens metoder att vända på verkligheten.
Månaden efter öppnades webbplatsen för registrering av användarkonton. Senare noterade den ryska mediepublikationen Mediazona att de flesta redigeringarna på Ruwiki äger rum på kontorstid måndag–fredag. Man drog slutsatsen att en grupp betalda skribenter är ansvariga för Ruwikis redaktionella arbete, något som kontrasterar mot den volontärbaserade modellen hos Wikipedia.
I slutet av november 2023 kompletterades den ryskspråkiga Ruwiki med sidoupplagor på basjkiriska, mariska, jakutiska, tatariska och tjetjenska. En månad senare lanserades nya språkupplagor av Ruwiki på altaiska, tuvinska, moksha, udmurtiska, tjuvasjiska och erzia. Under december offentliggjordes också ett samarbetsavtal med Moskvas museum.

### 2024
15 januari 2024 lanserades Ruwiki officiellt. Ungefär samtidigt hade man köpt annonsering hos populära ryska bloggare och på massmediekanalen Cosmos Just. Under våren 2024 syntes utomhusreklam i 19 ryska städer, och i sex månaders tid var ett av tågen i Moskvas metro målad i Ruwiki-färger.
I april fortsatte utökandet av sidoeditioner med burjatiska, vepsiska, ingusjiska, kalmuckiska, komi, komi-permjakiska, karelska och chakassiska. Nu meddelades den totala mängden artiklar i de nya sidoeditionerna vara 29 000. Gränssnittet förbättrades och portaler med hjälpmaterial inför de två stora ryska skolexamina skapades.
Ruwiki är inte det första Rysslandsstyrda nätuppslagsverket. 2022 lanserades en internetversion av Stora ryska encyklopedin, med målet att bli en inhemsk konkurrent alternativt ersättare till USA-ägda Wikipedia. 17 juni 2024 meddelade redaktionen dock att man tvingats stoppa verksamheten, sedan den nödvändiga finansieringen ur statsbudgeten uteblivit.

## Innehåll
Ruwiki säger sig följa Rysslands lagar, vilka ställer högre krav på följsamhet gentemot den ryska statsledningens intressen än oberoende eller utländska medier är villiga till. De artiklar som man importerat från ryskspråkiga Wikipedia har i många fall lämnats orörda, där de inte berört politik eller ryska statsledningens världsbild. Andra artiklar har ändrats i mindre eller större grad. Paralleller har dragits mellan Ruwiki och situationen i Kina, där kinesiskspråkiga Wikipedia motarbetas/censureras och i praktiken marginaliserats av stora censurerade nätuppslagsverk som Baidu Baike och Baike.com.

### Information om Ukraina
Den version av artikeln om landet Ukraina som importerades den 26 april 2023 har sedan dess fått ett helt annat utseende, med förändrade kartor, politisk och militär information. I två omgångar under 2023 minskades mängden information i artikeln till mindre än hälften, från cirka 465 000 till drygt 215 000 byte. Bland det som tagits bort eller ändrats drastiskt finns information om ukrainska städer under rysk ockupation, landets ytareal, all information om holodomor samt beskrivningen av Ukrainas historia sedan tidiga 2010-talet. Rubriken "Det självständiga Ukraina" har bytts ut mot "Ukraina efter Sovjetunionens kollaps", och avsnittet "Språk i Ukraina" är helt bortplockat.
Halva ingressen ägnades i början av augusti 2024 åt en listning av de problem som Ukraina själv sägs ha förorsakat, inklusive att landet 2022 "tvingade" Ryssland att starta en "speciell militär operation". I den helt omarbetade artikeln om denna "operation" finns bland annat ett stycke som informerar om en rysk parlamentskommittés rekommendationer i juni 2024. Där förespråkades att historieböckerna i landets skolor skulle införa information som jämförde Ukrainas försvarsmakts "krigsbrott" med dem som Tredje rikets dito åsamkade.

## Ekonomi och ledning
Grundaren Medejko har sagt att Ruwiki är ett projekt fristående från den ryska staten. Däremot finns få klara besked om hur uppslagsverket finansieras. Medejko har meddelat att privata finansiärer deltar i projektet men har inte offentliggjort vilka dessa är. Vissa redigeringsmönster har fått en del att gissa på kopplingar till VTB Bank.

## Galleri
Nedan listas reklam för Ruwiki, april månad 2024:

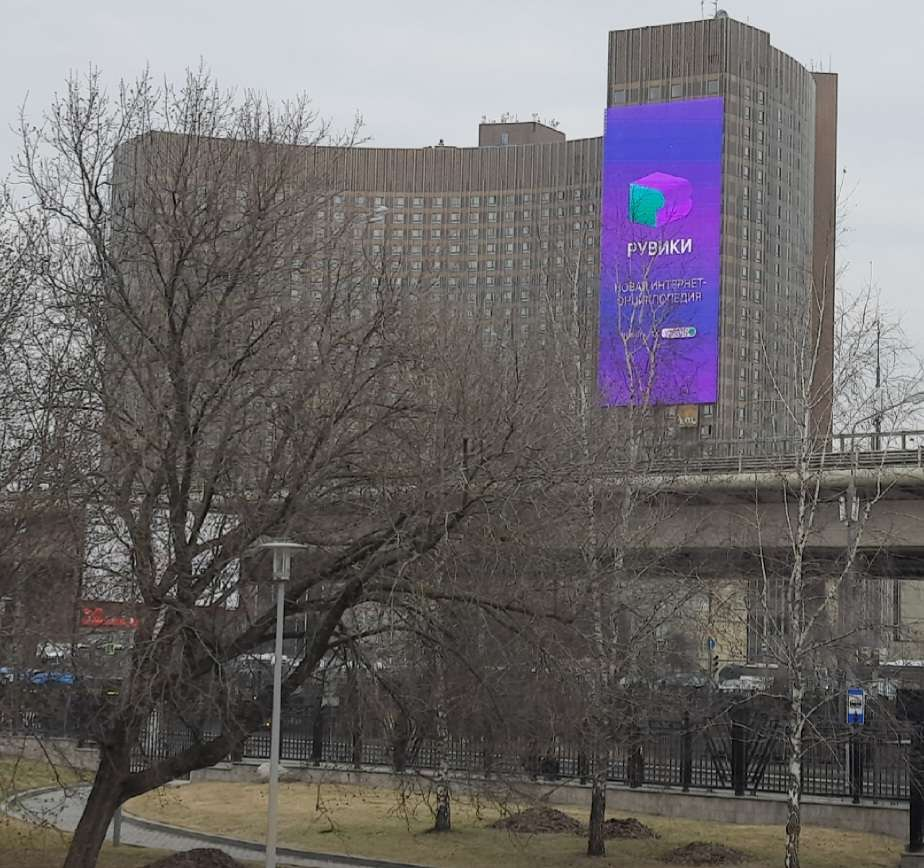
Reklam på hotellet Kosmos i Moskva.
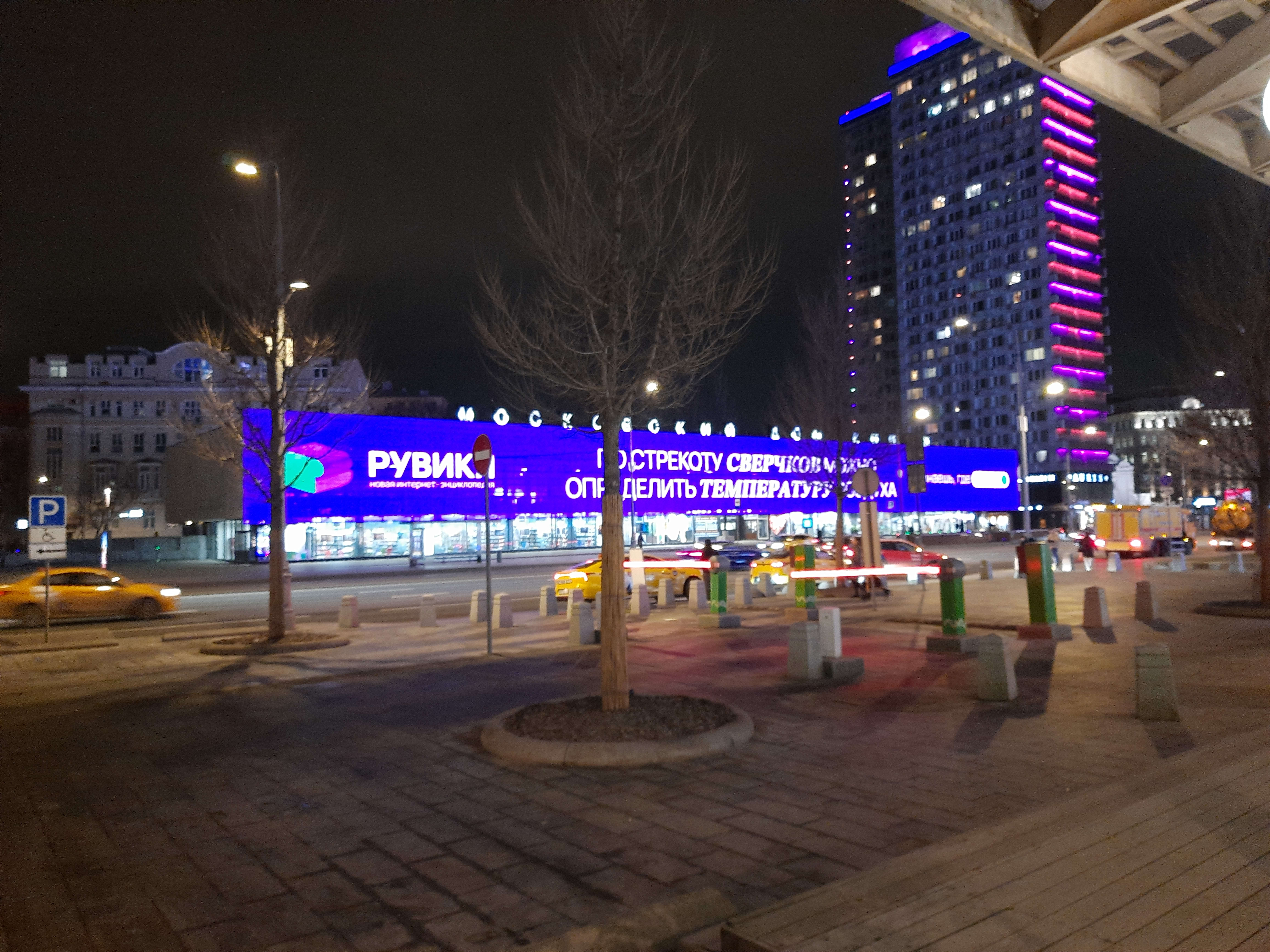
Reklam vid Nya Arbat-avenyn i Moskva.
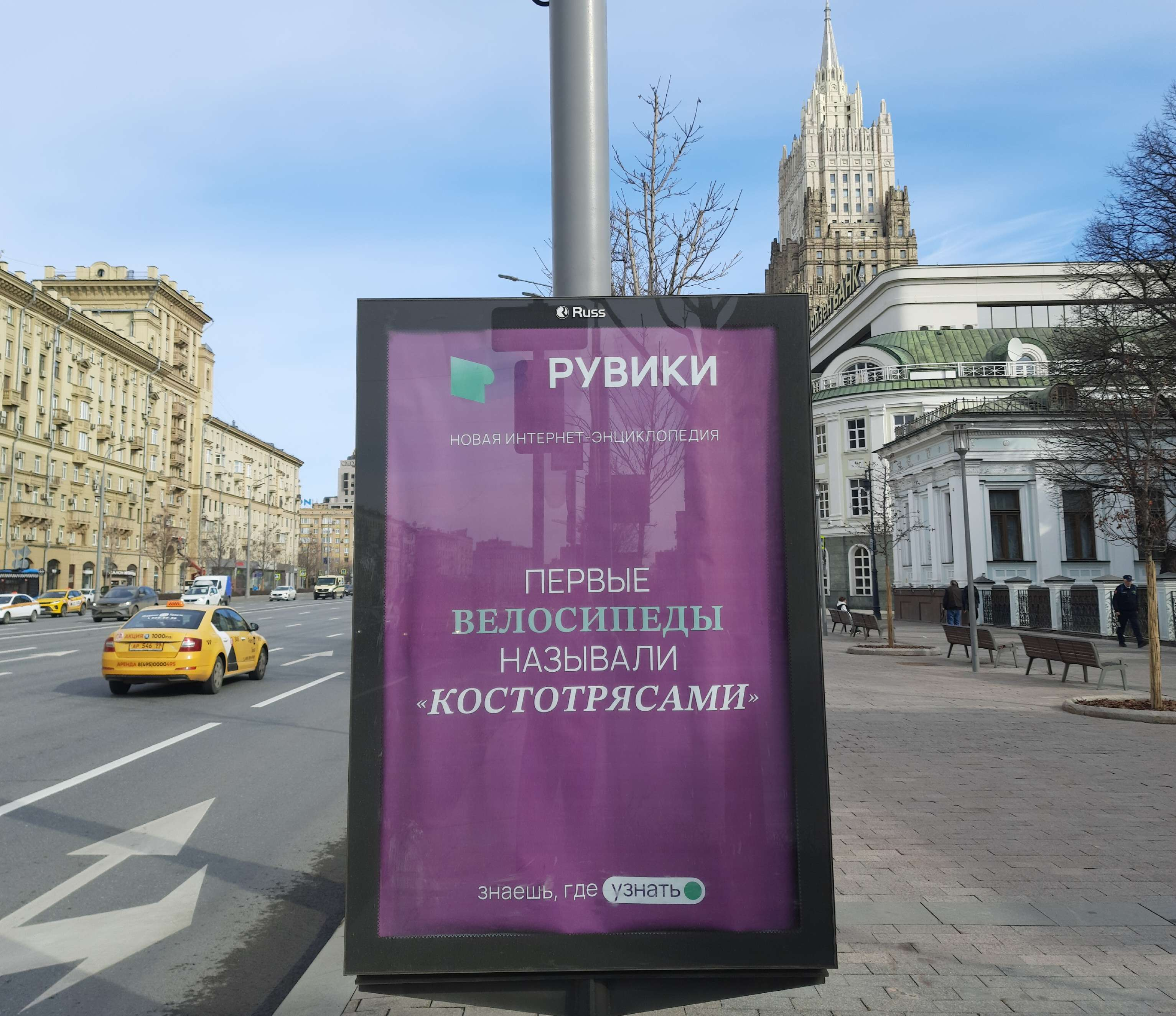
Gatureklam nära Utrikesministeriets byggnad.
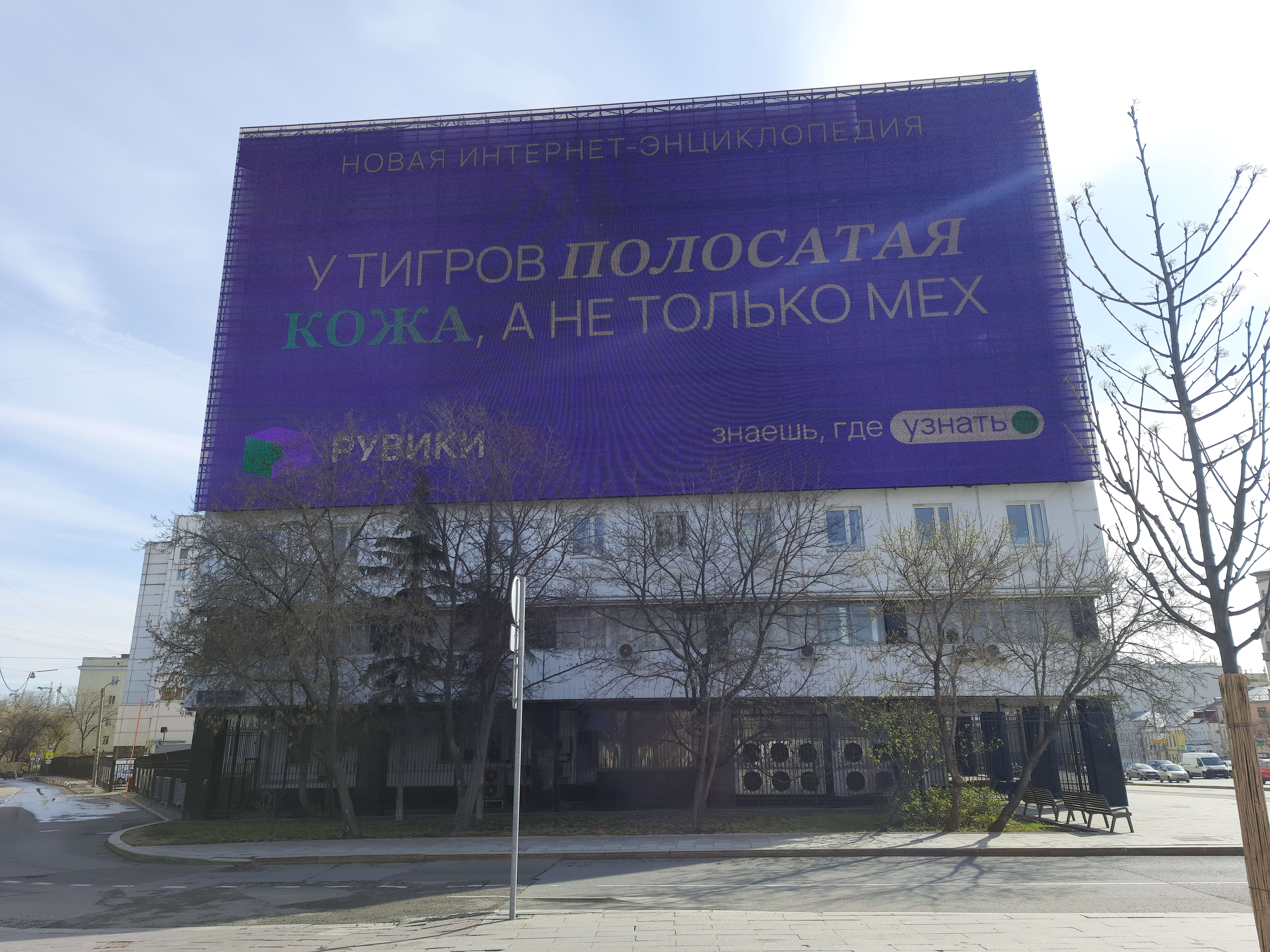
Väggreklam vid "Trädgårdsringen" runt Moskva.
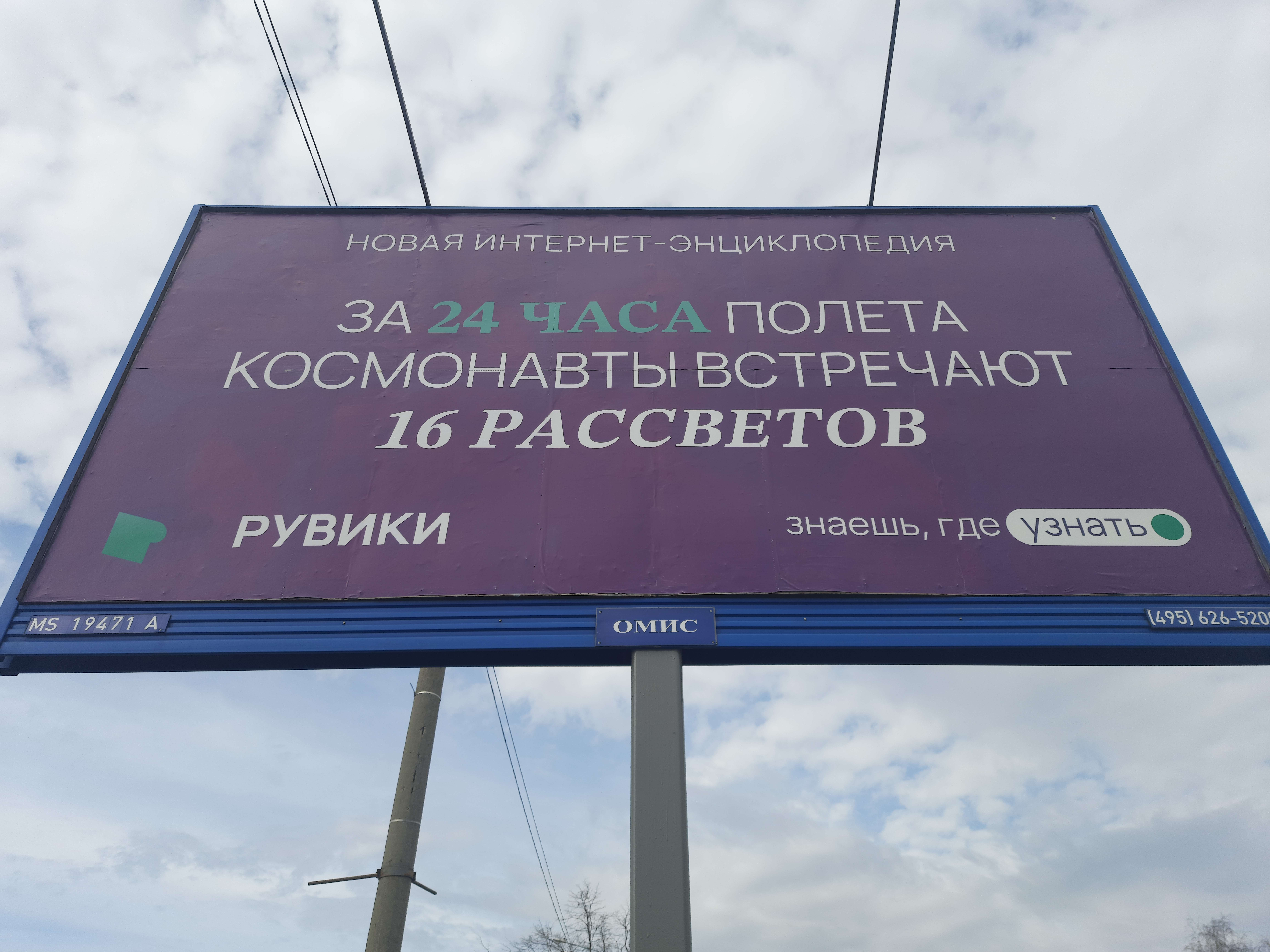
Stortavla i Moskva.
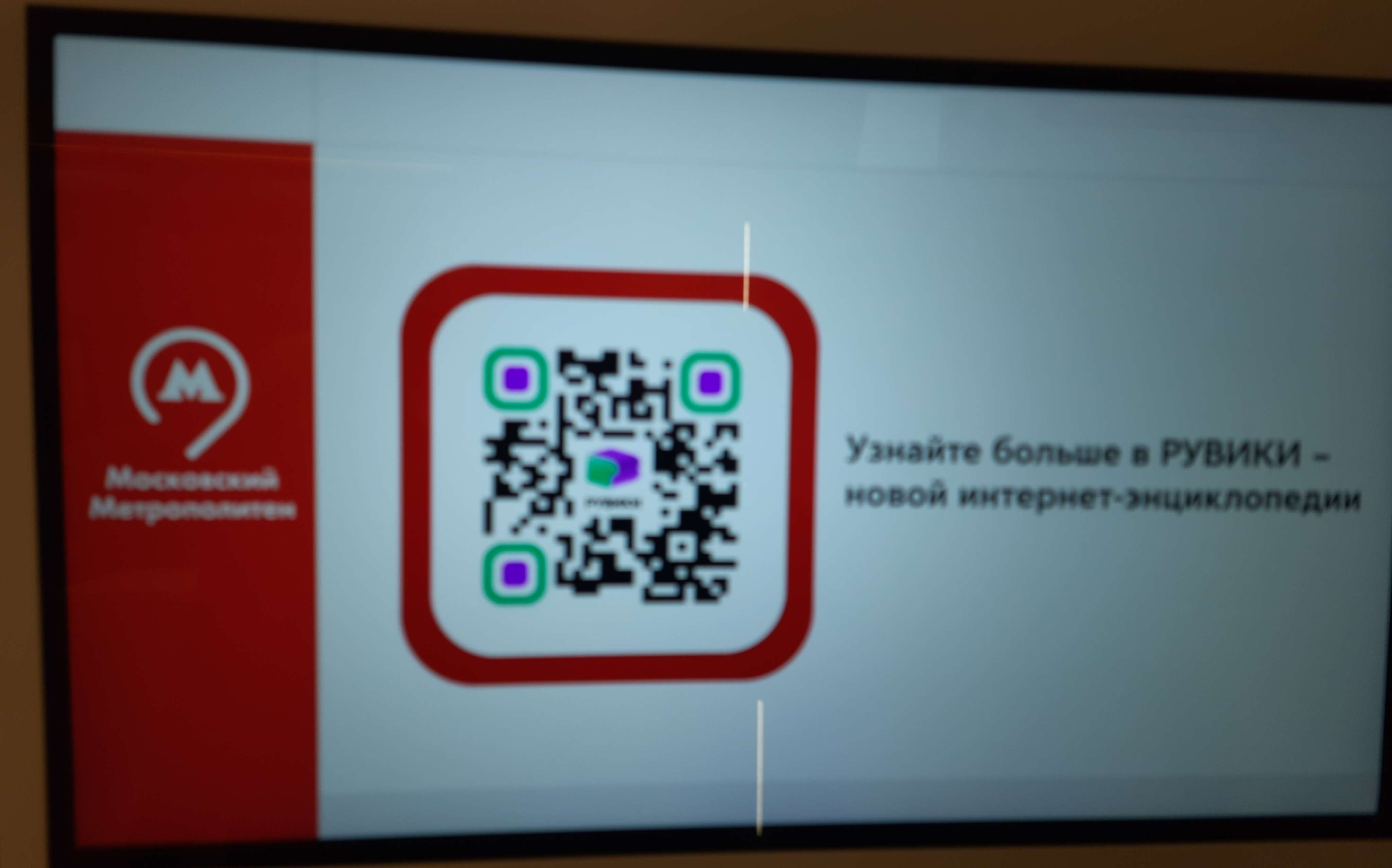
Reklam med QR-kod i Moskvas tunnelbana.
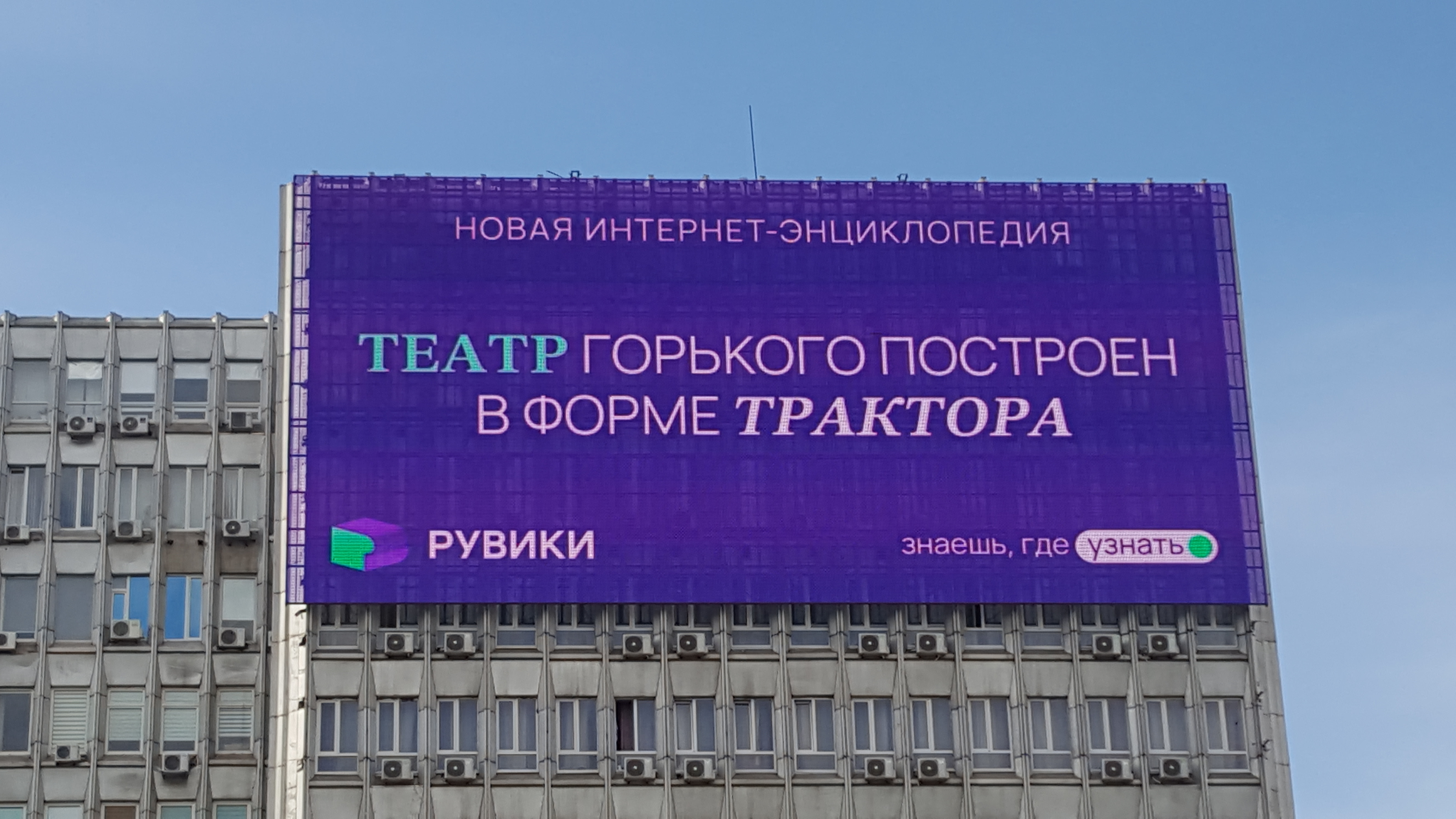
Väggreklam i Rostov-na-Donu.